# Euel Box
Euel Box (* 31. Dezember 1928 in Georgetown, Texas; † 28. Februar 2017 in Dallas, Texas) war ein US-amerikanischer Komponist und Songwriter. Er schuf einige musikalische Werke für das Kino der 1970er und 1980er Jahre. Darunter Kompositionen für Filme wie Benji – Auf heißer Fährte, Ein Himmelhund von einem Schnüffler oder Benji – Sein größtes Abenteuer.

## Leben und Karriere
Euel Box, geboren 1928 in Georgetown im Bundesstaat Texas, verdiente sein Geld zuerst als Musikproduzent, Komponist, Arrangeur und Trompeter, unter anderem schrieb er Werbe-Jingles für das Radio. Box verbrachte zwei Jahre an der Southwestern University, bevor er an der University of North Texas Komposition studierte und 1951 einen Bachelor of Music erwarb. Box spielte Trompete in der United States Marine Band, komponierte, arrangierte und produzierte die Musik für große Funkmärkte in Nordamerika, London, Luxemburg und Australien. Er komponierte Filmmusik für Braniff International Airways, Dr. Pepper, Buick, der United States Navy, Haggar Slacks, Zale Corporation, Texas Instruments, LTV Aerospace und Bell Helicopter.
1974 gelang ihm mit seiner Komposition zu dem Familienfilm Benji – Auf heißer Fährte um die Abenteuer eines liebenswerten streunenden Hundes namens Benji von Regisseur Joe Camp ein großer kommerzieller Erfolg. Der Filmsong I Feel Love (Benji theme), aufgenommen von dem Countrymusik Star Charlie Rich, gewann 1975 einen Golden Globe Award und wurde in der Kategorie Bester Song bei der Verleihung 1975 für einen Oscar nominiert. Der große Erfolg des Films zog mehrere Fortsetzungen nach sich, unter anderem 1980 den Kinofilm Ein Himmelhund von einem Schnüffler mit Chevy Chase und 1987 Benji – Sein größtes Abenteuer, ebenfalls inszeniert und produziert von Regisseur Joe Camp, mit dem Euel Box gemeinsam auch eine Reihe anderer Filmprojekte realisierte.
Als Songwriter arbeitete Euel Box in seiner Karriere mit zahlreichen bekannten US-amerikanischen Künstlern zusammen, unter anderem mit Stevie Wonder, Boz Scaggs, Glen Campbell, Lou Rawls und Chet Atkins.
Euel Box heiratete Betty Ruth McCrary und hatte mit ihr drei Kinder: Joni Kay Box (* 1953, Dallas), Terry Joe Box (* 1950, Denton, Texas), Alan Lee Box (* 1951, Denton). Box verstarb Ende Februar 2017 im Alter von 88 Jahren.

## Auszeichnungen
- 1975: Oscar-Nominierung in der Kategorie Bester Song bei der Verleihung 1975 für Benji – Auf heißer Fährte
- 1975: Golden Globe Award in der Kategorie Bester Song für den Song Benji’s Theme (I Feel Love)

## Filmografie (Auswahl)

### Kino
- 1974: Benji – Auf heißer Fährte (Benji)
- 1976: Hawmps!
- 1977: Charge of the Model T's
- 1979: The Double McGuffin
- 1980: Ein Himmelhund von einem Schnüffler (Oh Heavenly Dog)
- 1987: Benji – Sein größtes Abenteuer (Benji the Hunted)

### Fernsehen
- 1978: Benji’s Very Own Christmas Story (Fernsehkurzfilm)
- 1980: Benji at Work (Fernsehdokumentarkurzfilm)
- 1983: Benji, Zax & the Alien Prince (Fernsehserie, 4 Episoden)